# Henry Zaga
Henrique Zaga (Brasilia, 30 de abril de 1993) es un actor brasileño.

## Biografía
Henrique Zaga nació en Brasilia, la capital de Brasil. Su madre, Sonia Gontijo, es descendiente de españoles e indios brasileños, y su padre, Admar Gonzaga, es un jurista y abogado brasileño de origen italiano y portugués.
Los padres de Henrique tuvieron una gran influencia en su educación artística. Llevarlo a ver obras de teatro locales los domingos, así como ponerlo a través de la escuela de pintura y arte dramático, haciéndolo participar en las artes escénicas a una edad temprana.
Zaga también vivió en Bournemouth, Inglaterra; Rio de Janeiro; Florianópolis; Boca Raton y Miami. Después de graduarse de la escuela secundaria, Henrique se mudó a Los Ángeles para obtener una licenciatura en Actuación para el cine. Fue explorado en su primer año de universidad y tuvo que abandonar para trabajar en su primer largometraje.

## Carrera
Henrique Zaga ganó reconocimiento al principio de su carrera, cuando fue lanzado como Josh Diaz en la exitosa serie de MTV llamada Teen Wolf.
Después Henrique se estrelló en series originales de Netflix, tales como la película XOXO: La fiesta interminable y la serie de éxito 13 Reasons Why.
En abril de 2017 Henrique entró en el elenco de superhéroes de Marvel como Sunspot en 20th Century Fox y en un spin-off de la franquicia llamada Los nuevos mutantes.

## Filmografía
| Año  | Título                                | Rol            |
| ---- | ------------------------------------- | -------------- |
| 2015 | The Wing                              | Christopher    |
| 2016 | Cherry Pop                            | Brendan        |
| 2016 | XOXO: La fiesta interminable          | Jordan         |
| 2017 | Cardinal X                            | Donnie         |
| 2017 | The Detained                          | Barrett Newman |
| 2020 | Los nuevos mutantes                   | Sunspot        |
| 2022 | Depois do universo                    | Gabriel        |
| TBA  | Queer                                 | [ 4 ]          |
| 2024 | The Ministry of Ungentlemanly Warfare | Capitán Binea  |

| Año       | Título                 | Rol          | Notas                                           |
| --------- | ---------------------- | ------------ | ----------------------------------------------- |
| 2015      | The Mysteries of Laura | Theo Barnett | Episodio 18: "The Mystery of the Sunken Sailor" |
| 2015-2016 | Teen Wolf              | Josh Diaz    | Rol recurrente; 9 episodios                     |
| 2017      | 13 Reasons Why         | Brad         | Rol recurrente; 4 episodios                     |
| 2019      | Trinkets               | Luka Novak   | Rol recurrente; 10 episodios                    |